# النقب

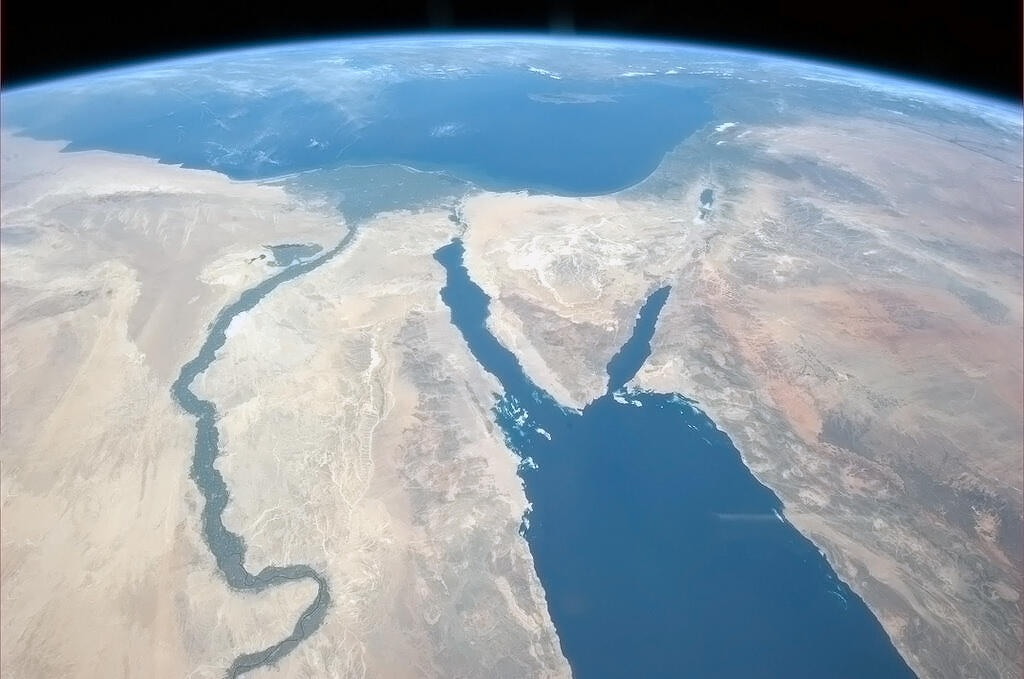

صحراء النقب أو السبع أو شرق سيناء منطقة صحراوية تقع في غرب آسيا، وهي جغرافياً تعد جزءا من شبه جزيرة سيناء وحدّها الشرقي الصدع الآسيوي الأفريقي متمثلا بوادي عربة. كانت جزء من فلسطين الانتدابية وتقع اليوم في فلسطين المحتلة، ونصف سكانها من البدو العرب الذين بقوا في هذه المنطقة بعد حرب 1948.
تبلغ مساحة النقب 14,000 كيلو متر مربع وتقطنها الكثير من القبائل والعشائر العربية وترتبط ارتباطا اجتماعيا بقبائل سيناء وشبه الجزيرة العربية والأردن، وتنحدر معظم قبائل وعشائر النقب من قبيلة الترابين والتياها والعزازمة والجهالين والقديرات والظُلام وقبائل أخرى، ويملكون حالياً من أراضي النقب ما يقارب ثلاثة ملايين دونم، وتعتبر طبيعة المنطقة صحراوية جافة باستثناء الجزء الشمالي (قضاء بئر السبع).
تتميز النقب بمناخها الصحراوي وقلة سقوط الأمطار والتباين الكبير بين حرارتي الليل والنهار وانخفاض الرطوبة. ترتفع الحرارة فيها صيفاً إلى 50 درجة مئوية، وتنخفض شتاءً فتصل إلى 7 درجة مئوية. الرياح فيها شمالية شرقية وجنوبية غربية أحياناً تبلغ أقصى سرعة لها 25 م/ثانية. يبلغ معدل سقوط الأمطار شتاءً إلى 115 ملم.
للعرب البدو مدن وبلدات وقرى وتجمعات يقيمون فيها خصوصاً في مناطق قضاء بئر السبع كمدينة رهط وتل السبع وشكيب واللقية وحورة وكسيفة وعرعرة وقرى أخرى وعددها أكثر من 10 مدن و160 قرية مثل بئر هداج الأعسم وغيرها الكثير، ويبلغ تعداد البدو في منطقة النقب 317 ألف نسمة أي نصف عدد سكان النقب الكلي وحوالي ثلث عدد سكان منطقة الجنوب الإدارية البالغ عدد سكانها مليون نسمة حسب التقديرات السلطات الإسرائيلية عام 2014م.
أهم المدن النقب بئر السبع، رهط (ثاني أكبر مدينة في النقب)، عرعرة، تل السبع، تل عراد، كسيفة، حورة، اللقية، أم بطين، شقيب السلام، أم حيران، أم متان، القصر، اخشم، الأعسم، بير هداج، وادي النعم، ترابين الصانع.

## التاريخ

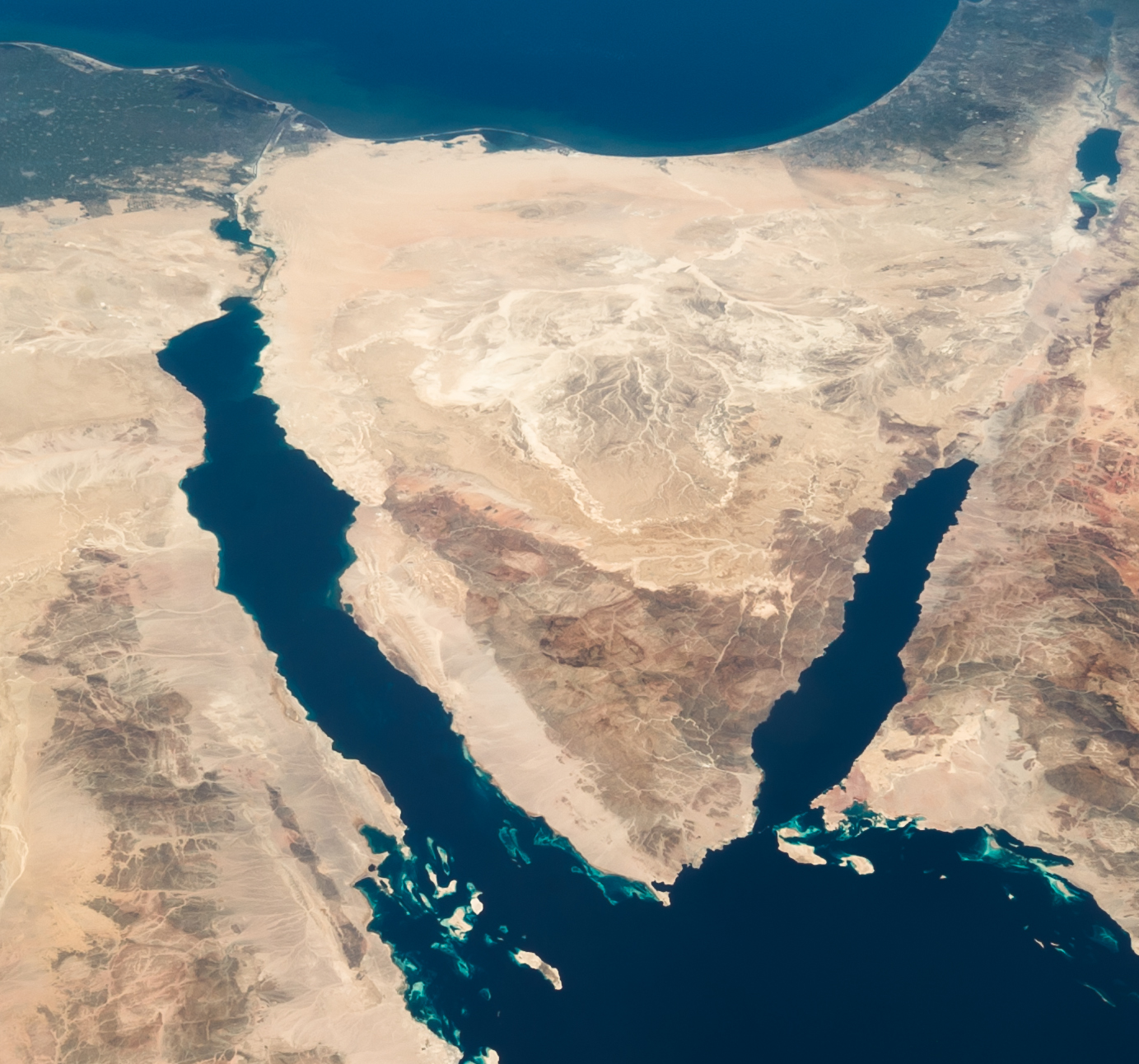
صورة التقطت من قمر صناعي لشبه جزيرة سيناء ومنطقة النقب

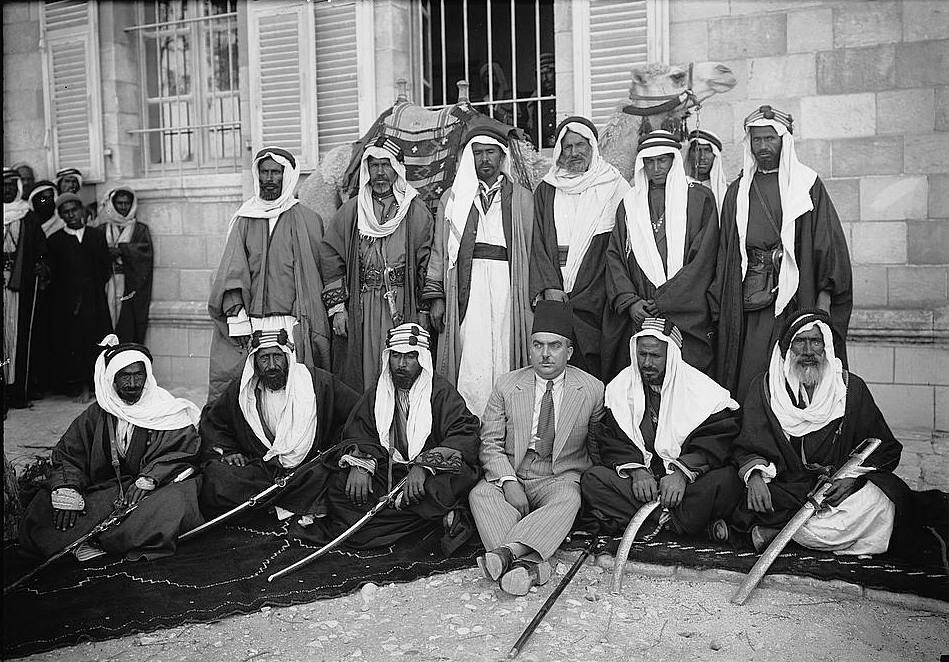
مشائخ قبيلة الترابين في بلدة السبع سنة 1934.

تعد صحراء النقب جغرافياً جزء من شبه جزيرة سيناء وهي أوسع مساحة من أرض كنعان التاريخية، تمتد من مدينة السبع، حتى مدينة أيلة (إيلات) (أيلة بالعربية) على الجانب الغربي من خليج العقبة. هذه المنطقة الشاسعة التي تبلغ مساحتها ما يقارب 13 مليون دونم.

### العصور القديمة
عبر التاريخ قطن في صحراء النقب الكثير من الأقوام البدوية العرب، والمدينيين، والنبط، والقيداريين والعموريين (الهكسوس، والشاسو، والجاتو، والعامو، والإدوميين)، والكنعانيين (سكان مدينه عراد).

### العصر الروماني

المحافظة العربية - الدولة الرومانية

في العصر الروماني كانت منطقة النقب جزء من المحافظة العربية Arabia Peteaee
وتعاقب على حكمها النبط ثم التنوخيين الغساسنة، كانت المقاطعه العربية تمتد من تدمر وبصرى بالشمال إلى دومة الجندل بالجنوب وإلى البتراء والنقب وإلى سيناء غرباً وهي منطقة مسكونة من القبائل العربية وتحت الحكم العربي في ضل الدولة الرومانية.

### العصر العباسي
أثناء فترة العباسيين عرفت النقب باسم تربان.

### العصر العثماني - اماره الترابين

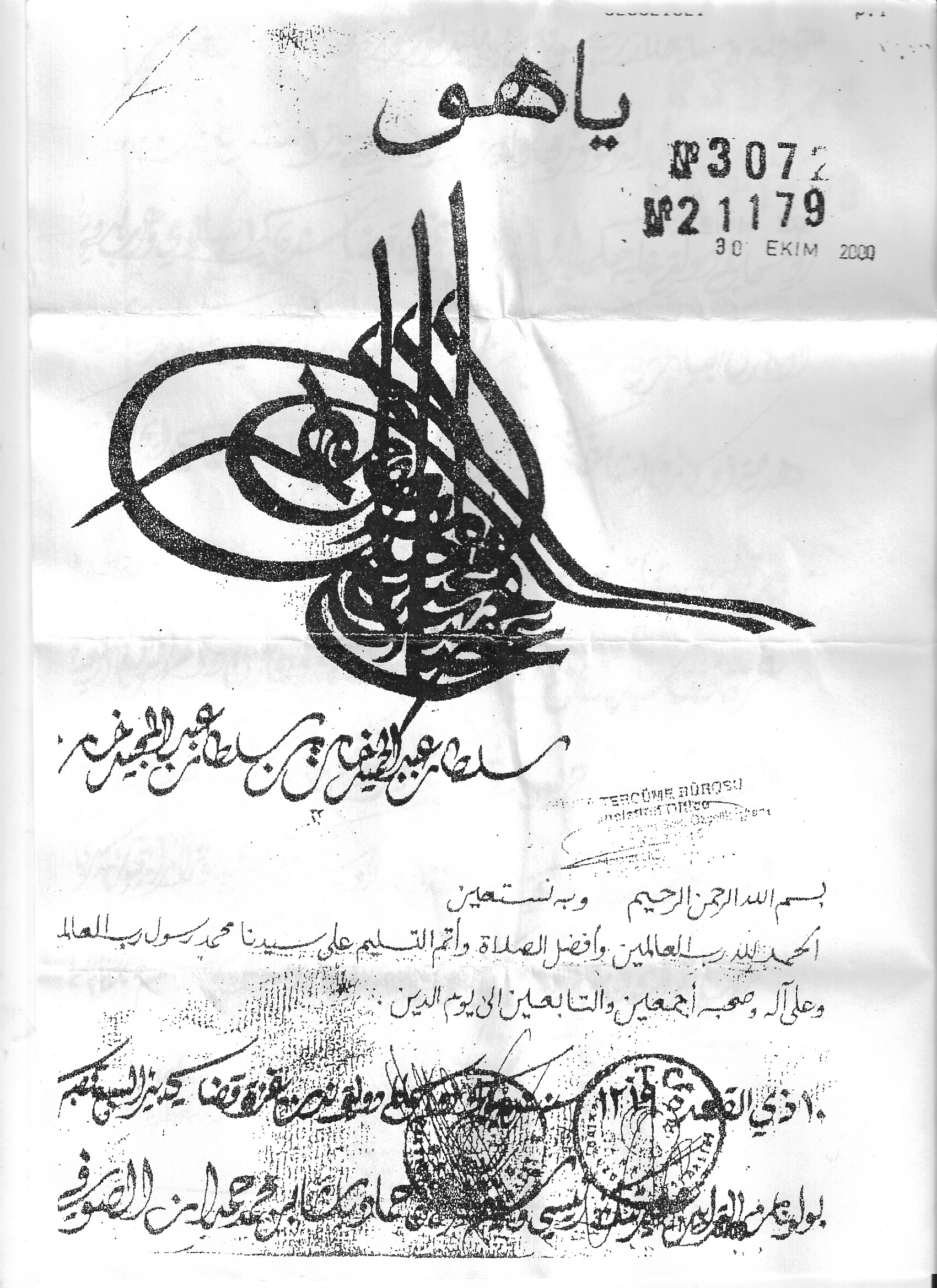
وثيقة بخط السلطان عبد الحميد بتأمير قبيلة الترابين على بئر السبع وسيناء وغزه

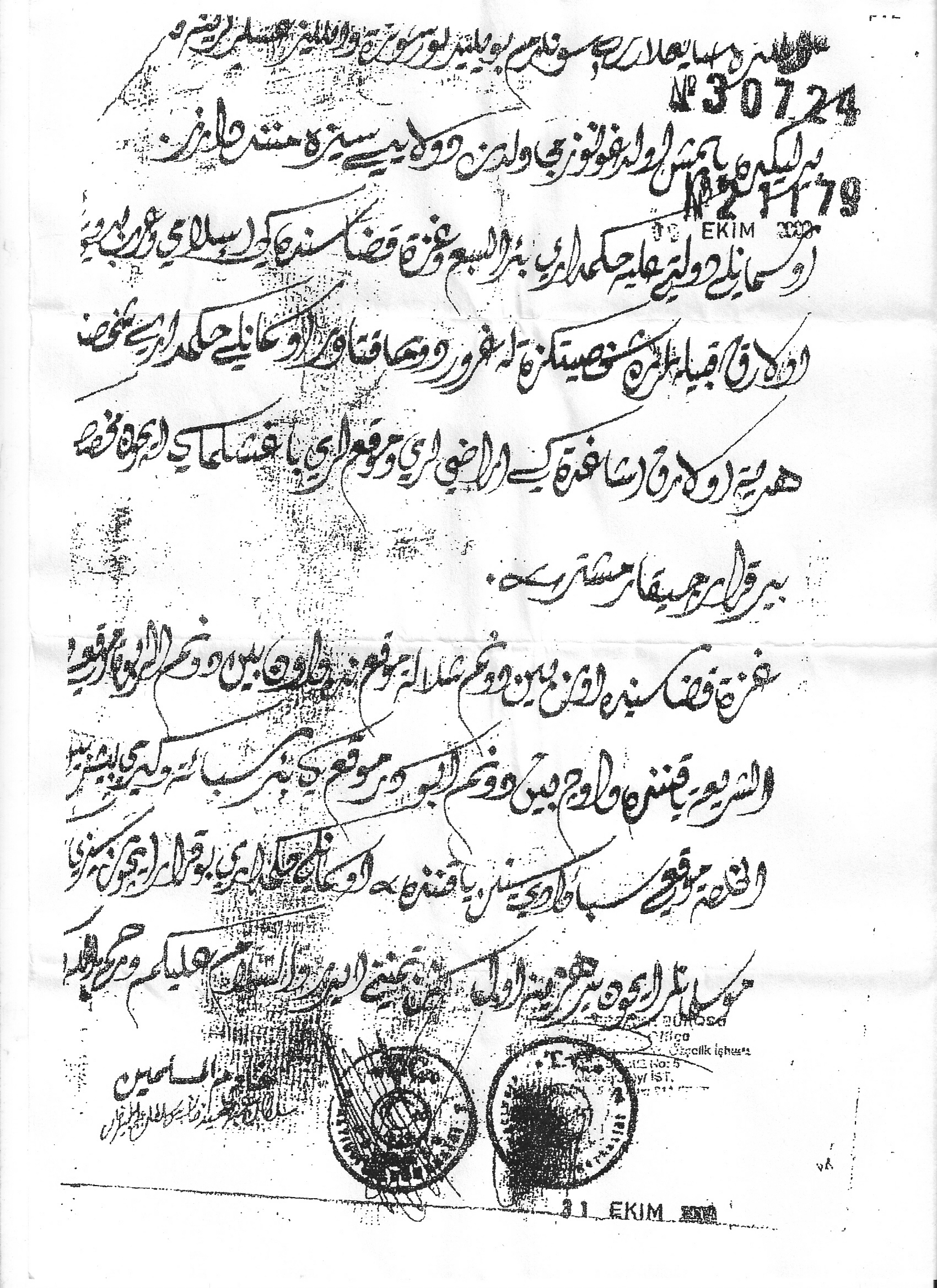
وثيقة بخط السلطان عبد الحميد بتأمير قبيلة الترابين على بئر السبع وسيناء وغزه

أثناء فترة العثمانيين عرفت شمال النقب باسم السبع جنوب ولاية الشام وكانت تعتبر منطقة أقصى أراضي شمال سيناء يحكمها ال صوفي أمراء قبيلة الترابين وشيوخ قبائل التياها والعزازمة والقديرات والجبارات والحناجرة وقبائل أخرى لم تكن للدولة العثمانية سيطرة فعلية على بدو النقب لكونهم يسكنون في البادية وحتى عام 1900 عندما أسّس الأتراك قضاء بئر السبع واتخذوا من بلدة السبع مركزًا، أراد الأتراك توطين البدو في مكان واحد وفصل القبائل البدوية عن قضاء غزة وإنشاء قضاء خاص بهم وقد اشترت الحكومة العثمانية 1000 دونم من قبيلة العزازمة لتوزع على البدو للتوطين وقد اعترفت الحكومة العثمانية بالشيخ حماد باشا الصوفي أمير قبيلة الترابين كحاكم على قضاء بئر السبع وسيناء لدوره في محاربة الإنجليز. كان حماد باشا الصوفي قائد الحملة التي ذهبت إلى قناة السويس لضرب الجيش الإنجليزي وكان قوام تلك القوات 1500 مقاتل من البدو المسلحين.
كانت منطقة جنوب النقب جزء من سنجق معان الذي كان سابقاً يتبع ادارياً ولايه الشام ثم أصبح يتبع ولايه الحجاز ولاحقا مملكة الحجاز.
قطنت على أرض النقب 95 عشيرة بدوية مقسمة إلى 7 قبائل منها أربع قبائل كبيرة العدد وهي: الترابين، التياها، الجبارات، العزازمة، وثلاث قبائل متوسطة العدد هي: الحناجرة، السعيدين، الأحيوات. غالبية هذه القبائل وخاصة الترابين والتياها والعزازمة كانت تسكن في الجزء الشمالي والغربي والجنوبي من قضاء بئر السبع، وتسيطر على أغلب الأراضي في النقب وسيناء وغرب الأردن وغزةّ. 
 إبان نهاية الحكم العثماني لصحراء النقب، في العام 1914، قُدِّر تعداد القبائل البدوية بـ55 ألف نسمة. وفي العام 1922، إبان بداية الانتداب البريطاني لفلسطين قدرت وثائق أرشيفية بريطانية تعداد سكان النقب من العرب البدو بـ71 ألف نسمة.

### الغزو البريطاني لولاية الشام - فلسطين الانتدابية

مقاطعه سريا ڤالستينا (سوريا فلسطين) التي أنشأها الإمبراطور الروماني هادريان

غزا الجيش البريطاني جنوب ولاية الشام بقوات يصل تعدادها لمليون جندي معظمهم من الجنود الهنود واستطاعوا التغلب على القوات العثمانية بقيادة أتاتورك، واقام الإنجليز مستعمرة فلسطين الانتدابية التي كانت تشمل سنجق عكا وسنجق نابلس ومتصرفة القدس وسنجق معان (اراضي الأردن اليوم) والنقب الشمالي (السبع) والنقب الجنوبي وسيناء ايضاً، واستمر وجود المستعمرة لما يزيد عن عقدين ونصف (1920-1948)، وبناء على اتفاق دول الحلفاء على تنفيذ تصريح ملكي بريطاني صدر عام 1917 والمعروف باسم وعد بلفور، الذي ينص على اقامة وطن لليهود وورد في أكثر من موضع في إعلان عصبة الأمم تأكيد على عدم الإتيان بعمل من شانه أن الإضرار بالحقوق المدنية والدينية للسكان الأصليين لفلسطين وصيانة حقوقهم وتشجيع التعاون مع الجمعية الصهيونية لتسهيل هجرة اليهود لفلسطين واكساب الجنسية الفلسطينية لأولئك المهاجرين اليهود، ضمانا لإنشاء وطن قومي يهودي لهم، تمتعت إمارة الهاشميين شرق نهر الأردن بحكم ذاتي تحت الإدارة البريطانية. استقلت إمارة الهاشميين شرق الأردن عن سلطة بريطانيا عام 1946 لتصبح المملكة الهاشمية الأردنية ثم أعلن عن قيام دولة إسرائيل سنه 1948 .

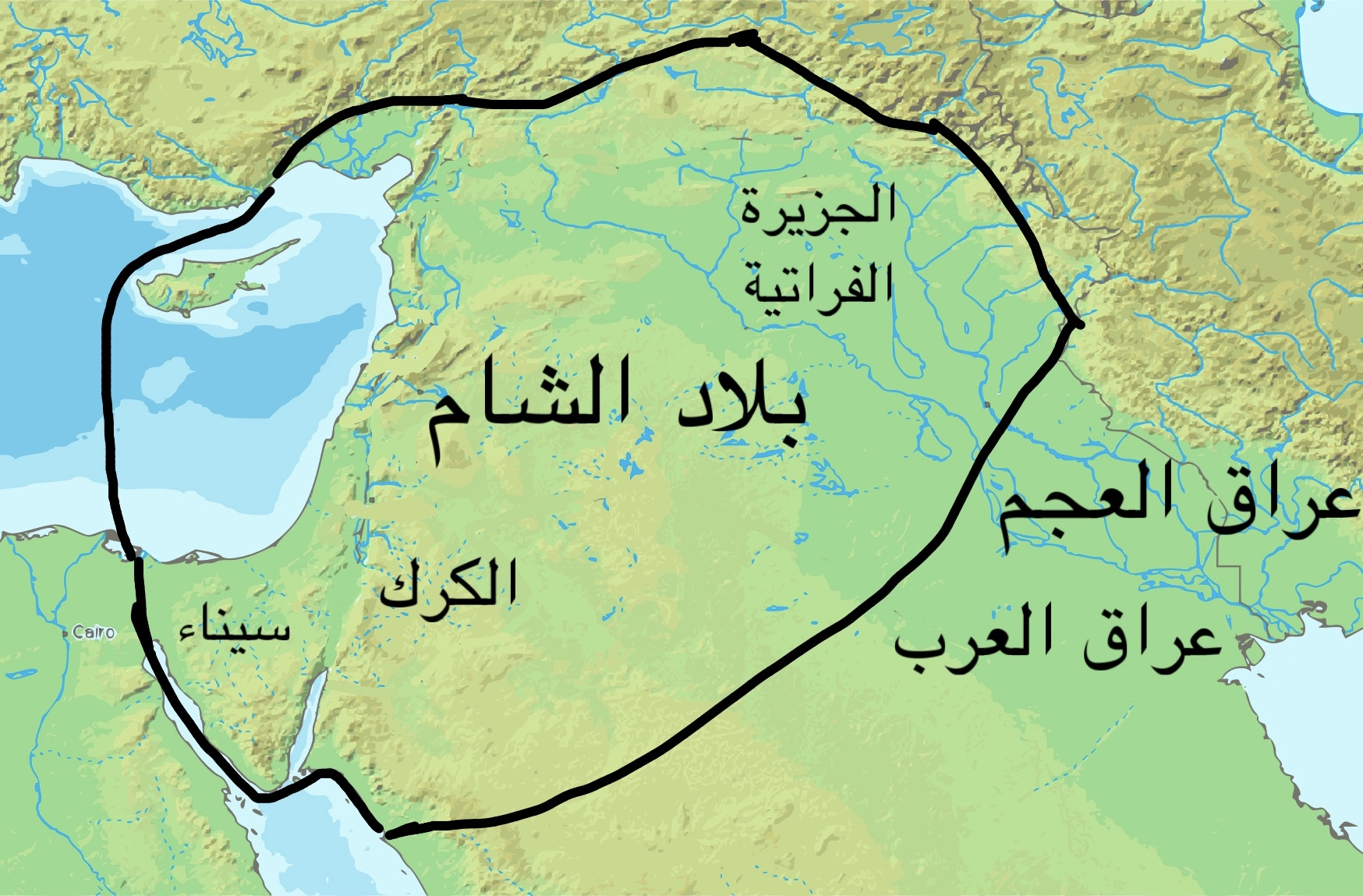
الحدود التقريبية لبلاد الشام في العصر الأموي

وفي اتفاقية سايكس بيكو اصر الفرنسيين على الغاء اسم الشام واصطناع أسماء بلدان جديدة لصناعه حاجز نفسي بين الشوام، اراد الفرنسيين تقسيم الشام وانشاء دول الاقليات دولة المسيحيين في لبنان ودولة العلويين في اللاذقية ودولة الدروز في السويداء ودولة اليهود في فلسطين وتقسيم المسلمون السنه في ثلاث دول حلب ودمشق والأردن، لكن مخططاتهم تعرقلت بعد الثورة الشعبية المسلحة على القوات الفرنسية.
بعد تأسيس إمارة شرق الأردن جنوب الشام تم تعيين الأمير عبد الله بن الشريف حسين أميرا عليها. وقد اعترض الأمير على ضم جنوب النقب لفلسطين الانتدابية-المنطقة الدولية، حيث كانت منطقة جنوب النقب تابعه إداريًا لسنجق معان (الكرك) والذي كان جزءاً من مملكة الحجاز.

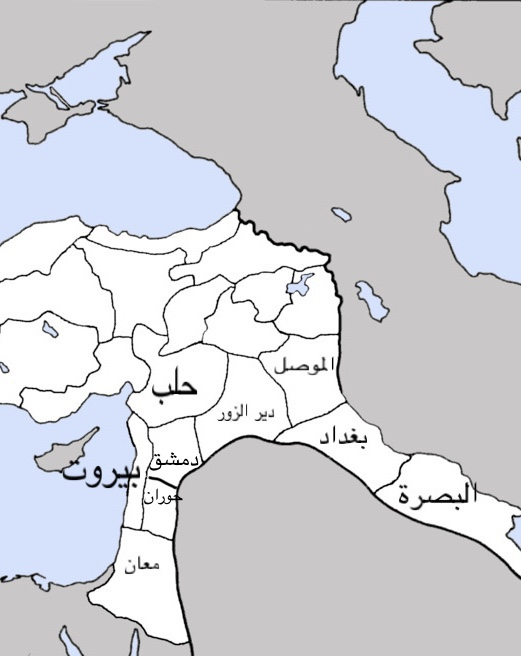
التقسيم العثماني لمقاطعات بلاد الشام سنه 1900م

فالحدود الجنوبية من وجه نظر الأمير جاءت مخالفة تماماً لما تم الاتفاق عليه بين الشريف حسين وبريطانيا فيما يعرف بمراسلات حسين – مكماهون مـن عام 1915، فقد كانت فالحجاز دولة مستقلة ومعترف بها دوليًا، لذلك فان اقتطاع جنوب النقب من أراضيها يعتبر تعدياً على دولة الحجار. رغم أن الدولتان في حالة تحالف. إلى جانب ذلك فإن حكام الحجاز الهاشميين ومن بعدهم السعوديين الذين سيطروا على الحجاز عام 1925 لم يوافقوا على الاقتطاع وإنما أصروا على حقهم في المنطقة وفي كل سنجق معان بما في ذلك جنوب النقب. وفي عام 1925 انتصر السعوديون على الهاشميين وضموا المملكة الحجازية إلى دولتهم، وكان السعوديون يريدون السيطرة الكاملة على سنجق معان وبضمنه منطقة جنوب النقب، غير ان قيادة القوات البريطانية هددت باستعمال القوة ضدهم لو حاولوا فرض هيمنتهم وسيادتهم على المنطقة.
رفض سكان سنجق معان تسمية (فلسطين وفلسطينيون) ولم يسموا انفسهم بها في البدء، والسبب في ذلك هو عدم وجود مدارس تعلم المنهاج البريطاني مثلما كان يحصل في مناطق حيفا وعكا والناصره والقدس الذي يرسخ هذه التسمية لدى الأطفال منذ الصغر في مناطق جنوب لواء بيروت سابقاً، حيث اعتبر سكان سنجق معان هذه التسمية هدفها تقسيم شعب بلاد الشام، حيث ألغت القوى الاستعماريه اسم الشام واطلقت اسم فلسطين على كل جنوب الشام من البحر المتوسط إلى حدود العراق، واطلقت القوى الاستعماريه اسم سوريا على كل شمال الشام، ولاحقا خططوا لتقسيم فلسطين الانتدابية إلى إسرائيل واماره شرق نهر الأردن، وتقسيم سوريا إلى دول الاقليات لبنان ودمشق وحلب والساحل والسويداء.

### قيام دولة إسرائيل 48
مع قيام دولة إسرائيل في حرب عام 1948 أجبروا على الرحيل قرابة 100 ألف بدوي من منطقة النقب الشمالي والنقب الجنوبي، قد تحول أغلبهم إلى لاجئين في الأردن وشبه جزيرة سيناء وقطاع غزة، ومناطق الضفة الغربية خصوصاً مناطق الخليل والأغوار والقدس.

فقد لجأت غالبية بدو النقب إلى الأردن وشبه جزيرة سيناء وقد عرفوا في الأردن بـ (السبعاوية) نسبه لمنطقة النقب الشمالي-قضاء بئر السبع وتضاعفت أعدادهم في الأردن بشكل كبير حتى بغلت المليون نسمة وفي سيناء والإسماعيلية شمال مصر تضاعفت أعدادهم حتى بلغت النصف مليون نسمة، فيما حطت أعداد منهم في التجمعات البدوية على امتداد الصحاري الشرقية للضفة الغربية حيث ما زالت العشائر البدوية من السبع وعراد شرقي النقب تعيش هناك.
 من حوالي 110,00 بدوي الذين كانوا يعيشون في النقب قبيل عام 1948 لم يبقى سوى 11,000 بدوي فيها بعد الحرب، ينحدر منهم جميع البدو سكان النقب الحاليين. بدو النقب الذين أُجبروا على الرحيل لسيناء، ولجأوا لقبائلهم في سيناء سمحت السلطات الإسرائيلية لهم بالعودة عندما سيطرت على شبة جزيرة سيناء عام 1967.
وبما ان منطقة النقب كانت منطقة عربية بحته وتقطن فيها قبائل بدوية من سيناء ويشترك في حكمها تاريخياً ال صوفي الترابين والهاشميين، اعتبر عبد الناصر منطقة النقب من اقاليم سيناء المنهوبة وانه لا بد من تحرير هذه الجزء من سيناء وارجاع هذه الإقليم إلى السلطة العربية، فتم التخطيط لعملية الفجر (1967) التي تستهدف تدمير القواعد العسكرية وطرد القوات الإسرائيلية من النقب.

### دولة بدوية موعودة
عرضت السلطات الإسرائيلية على شيوخ القبائل في النقب وسيناء اقامة دولة بدوية في النقب وسيناء وان تكون دولتهم تابعة وحليفة لهم وان تكون الفاصل بين إسرائيل ومصر وبالتالي تقليل التهديد العسكري المصري، وقد التقى موشية ديان وزير الدفاع في إسرائيل آنذاك، مشايخ سيناء لإقناعهم بفكرة تحويل سيناء إلى دولة مستقلة، أعلن شيوخ القبائل موافقتهم على المقترح مبدئيا، إلا أنهم طالبوا بمهلة للحصول على إجماع شيوخ القبائل في سيناء. وفي نفس الوقت علمت السلطات المصرية بتفاصيل المخطط، فقامت بتكليف ضابط المخابرات محمد اليماني بالاتصال بالمشايخ واعطاءهم التعليمات حول هذه القضية حيث كان هؤلاء الشيوخ يتقاضون مرتبات شهرية من المخابرات المصرية، وقد اقيمت السلطات الإسرائيلية مؤتمر صفحي  في مدينة الحسنة بشمال سيناء في 31 أكتوبر عام 1968 حول نيتها اقامة دولة بدوية في سيناء، غير ان الشيخ سالم الهرش ممثل شيوخ القبائل أعلن في المؤتمر إن سيناء مصرية وإن ولاءهم لمصر ورفضهم تدويل سيناء.
منحت السلطات الإسرائيلية البدو الجنسية الإسرائيلية لكنها لم تعترف بملكيتهم على 13 مليون دونم ولم تعترف بـ35 قرية.

## السكان
تعتبر نسبة النمو السكاني بين البدو في النقب الأعلى في العالم كله. تستطيع المرأة البدوية في حياتها إنجاب 12 طفلاً، بالإضافة إلى انتشار تعدّد الزوجات على نطاق واسع، من الناحية الصحية تعتبر حالات الإصابة بالسرطان بين البدو الأدنى في إسرائيل والعالم كله. وقد فسر ذلك نتيجة انعزالهم الجيني وعدم اختلاطهم العرقي، إضافة لطعامهم البدوي عدم احتوائه مواد حافظة وبقايا المبيدات الكيميائية والمناخ الصحراوي، السبب الرئيسي للموت بين كبار السن هو مرض السكري.
يبلغ عدد سكان كبرى مدن النقب مدينة راهط 80.000 نسمة، ومدينة اللقية 23.000 نسمة، وكسيفة 21.000 نسمه وحورة 20.000 نسمة وتل السبع 19,000 نسمة وعرعره النقب 13.000 نسمة وشقيب السلام 13,000 نسمة والبلدات الثلاث عشر التابعة للمجلس الإقليمي أبو بسمة 50,000 نسمة في حين يبلغ عدد سكان القرى البدوية (غير المعترف بها) 130,000 نسمة.

### مدن وقرى النقب
المدن والبلدات:
- رهط
- اللقية
- كسيفة
- حورة
- تل السبع
- عرعره النقب
- ترابين الصانع[9]
- تل عراد[10]

قرى العزازمة:
- وادي النعم[11]
- عبدة[12]
- بير هداج[13]
- شقيب السلام
- رموت حوفاف

قرى المجلس الإقليمي أبو بسمة:
- أبو تلول[14]
- أبو قرينات[15]
- قصر السر[16]
- ترابين
- أم بطين
- مكحول[17]
- دريجات[18]
- مولاده[19]
- كحله[20]
- السيد[21]
- الفرعة [22]

قرى وبلدات أخرى:
- عمرة[23]
- الباط[24]
- الباطل[25]
- البحيرة[ ؟ ][26]
- البقار[27]
- الزرنوق[28]
- الزعرورة[29]
- السدير[30]
- السر[31]
- السرة[ ؟ ][32]
- الغرة[ ؟ ][33]
- الغزه[34]
- القطامات[35]
- المذبح[36]
- المساعديه[37]
- المطهر[38]
- المكيمن[39]
- أم بطين[40]
- ام رتام[41]
- ام نميله[42]
- باط الصرايعه[43]
- بير الحمام[44]
- بير المشاش[45]
- تل الملح[46]
- الغراء[47]
- خربه الوطن[48]
- خربه زباله[49]
- خشم زنه[50]
- رخمة[51]
- الحمرة[52]
- سعوه[53]
- صواوين[54]
- طويل أبو جرول[55]
- ظحية[56]
- عوجان[57]
- نفحه[58]
- وادي أريحا[59]
- وادي المشاش[60]
- الحويطات

آثار مدينة عبدة النبطية على قمة جبل في النقب ترجع إلى القرن الأول قبل الميلاد

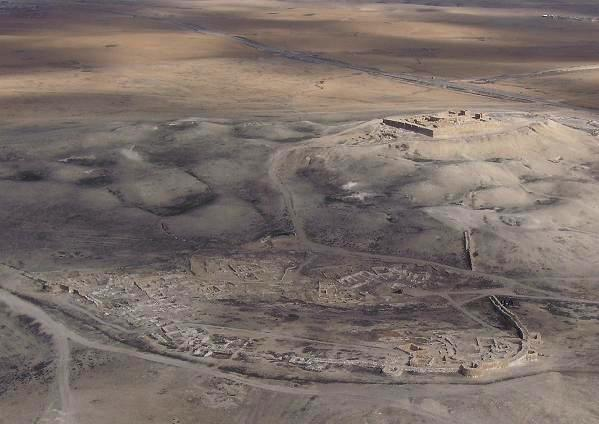
آثار تل عراد ترجع إلى 4000 سنة قبل الميلاد

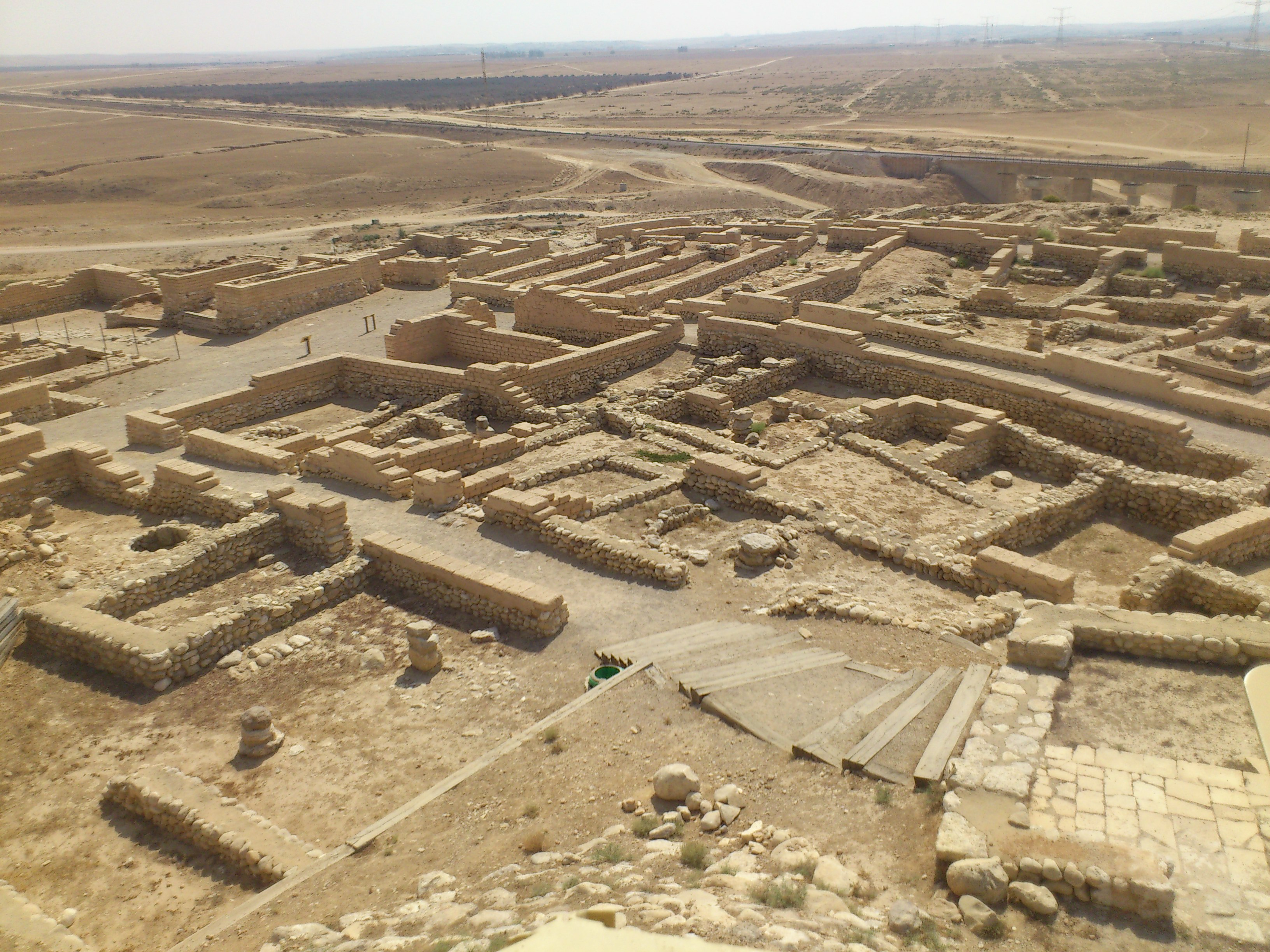
آثار تل السبع ترجع إلى 1100 سنة قبل الميلاد

قرى وبلدات تدخل ضمن نطاق المدن ومنها
- العتايقة[61]
- الهزيل
- أبو وادي

### قبائل النقب
- الترابين : تسمى بالترابين نسبة لتربان اسم منطقه النقب في العصر العباسي، وهم القبيلة الأكبر في سيناء والنقب
- التياها : تسمى بالتياها نسبة إلى هضبة التيه (بلاد التياها) وسط سيناء وهي ثاني أكبر قبيلة بالنقب وثالث أكبر قبيلة في سيناء، ومنطقة التيه هي الأرض التي تاه فيها بني إسرائيل أربعين سنة
- العزازمة : من السكان القدماء لأرض النقب، هم بالإضافة الي الترابين والتياها يعتقد ان أسلافهم وجدوا بالنقب قبل الفتح الإسلامي، علي الأغلب يرجعون لأقوام جزرية بدوية قديمه مثل العموريون أو النبط (الانباط)، حيث تنتشر بعض قراهم في الموقع النبطية مثل عبده والخلصة
- الطورة : عشائر تشكلت من حلف قبلي سمي بالطورة نسبة لمنطقة الطور في سيناء، من عدة قبائل وعشائر من ضمنها الرشيدات ومزينة والعليقات والصوالحة والقرارشة والحماضة، ومنطقة الطور هي الأرض التي لجأ إليها بني إسرائيل بعد خروجهم من مصر.
- الظلام : من قبيلة بلي وتسمى بالظُلام نسبة لجدهم الذي سمي بالظالم وسمي أحفاده بالظُلام.
- الحناجره
- الحويطات : من شمال غربي شبة الجزيرة العربية
- الملالحه
- الجهالين
- القريناوية : سموا بالقريناوية نسبة لمدينة القرين بالشرقية غرب سيناء
- الجبارات
- الاحيوات
- بلي أبناء عمومة الظلام
- المرازيق من قبيلة البقوم

## الحياة الفطرية

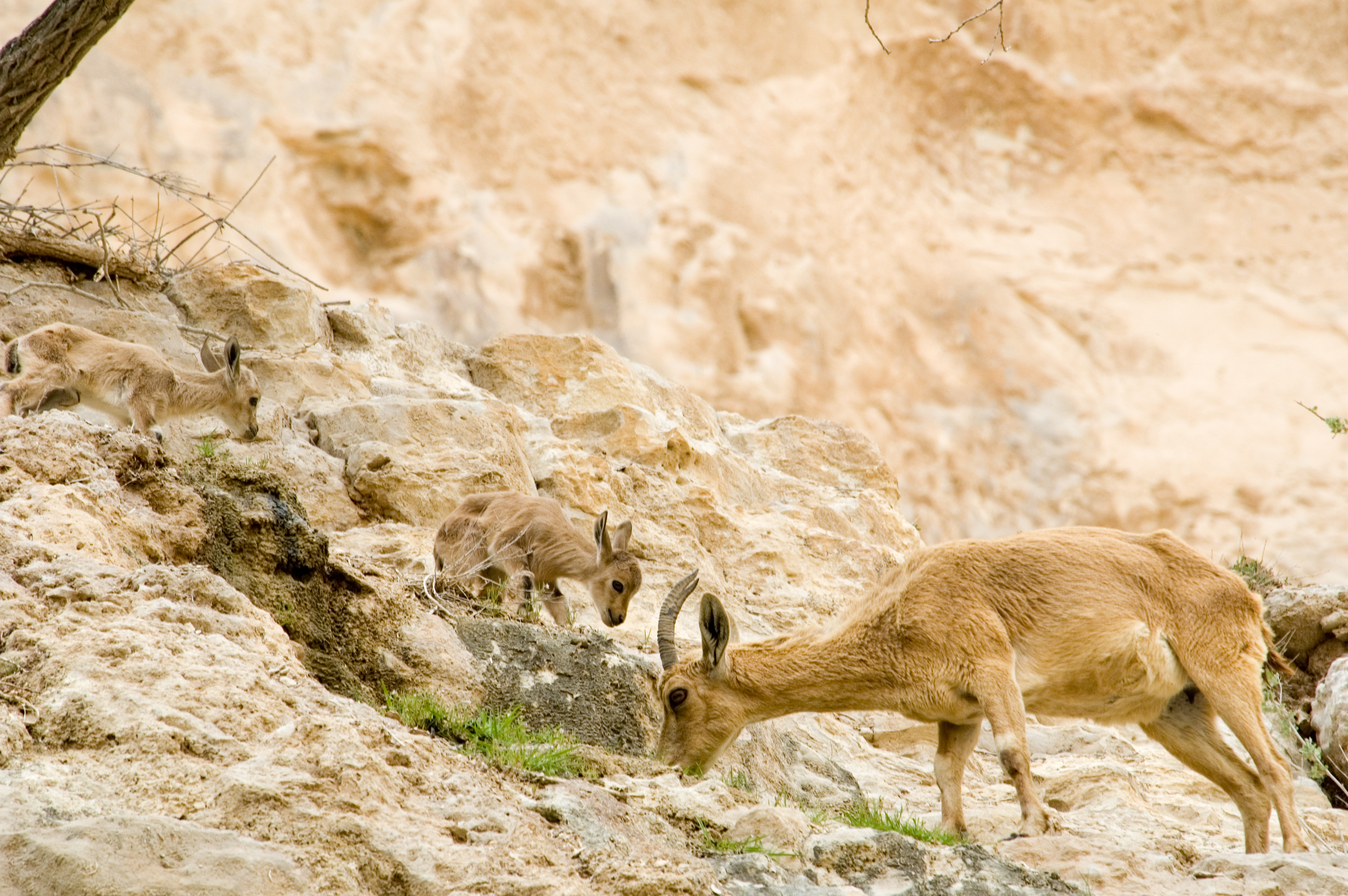
ماعز جبلية في النقب في منطقة عبده

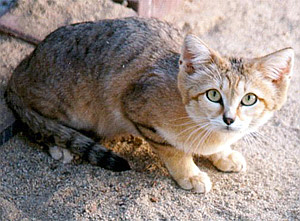
قط الرمال

من الحيوانات التي تعيش في النقب الوعل (الماعز الجبلية) والغزال العربي، والنمر العربي، والأرانب البرية، والقط الصحراوي، وهر الرمال، والذئب العربي، وابن آوى والحصيني، والمها العربية. والضبع السُوري المُخطط، وقط الأدغال، والوشق، والنمس.
أغلب الحيوانات الثديية البرية في النقب منتشرة أيضاً في أجزاء أخرى من العالم، الكثيراً من الأنواع كيفت أنفسها مع المناخ الصحراوي، وإلى المؤونة الغذائية المُتناثرة. وإن أغلب الثدييات ليلية، حيث أنها غير نشيطة أثناء ساعات النهار الحارة، وهي قادرة على الاكتفاء بمقادير ضئيلة من المياه، مثل الضبع والغرير.

## الفحص الجيني

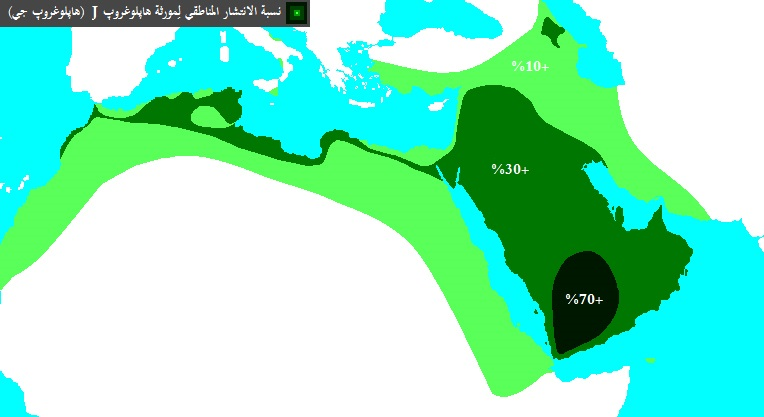
مورثة J-M267 تنتشر في جنوب السعودية واليمن بنسبة 72%، وتنتشر بين بدو النقب بنسبة 67%

تشير تقرير الفحص الجيني أن أغلبية سكان النقب البدو يحملون السلالة الجينية "(J-M267)" بنسبة 67% وهي السلالة السائدة في اليمن وجنوب السعودية بنسبة 72% وتحديداً في شمال اليمن بنسبة 92%. حيث ترتبط هذه السلالة بالسكان الأصليين لشبة الجزيرة العربية.
وأن من الملحوظ أن البدو في النقب وسيناء يمتازون بالرشاقة والنحافة الشديدة وهي صفة جسمانية يمتاز بها أغلب سكان اليمن والبدو في المملكة العربية السعودية والأردن.

## التقسيم الإداري

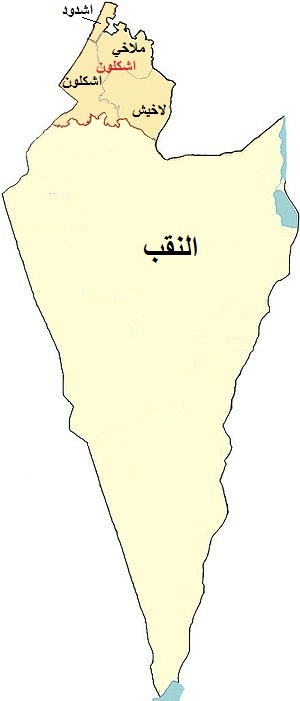
منطقة الجنوب

منطقة الجنوب الإدارية في التقسيم الإداري الإسرائيلي، التي تضم منطقة النقب ومنطقة اشكلون

حسب التقسيم الإسرائيلي تقع صحراء النقب ضمن منطقة الجنوب الإدارية التي تضم منطقة اشكلون ومنطقة النقب.

## وصلات خارجية
- الموقع الإلكتروني لصحيفة أخبار النقب
- الموقع الإلكتروني لصحيفة ديار النقب